# Raja stellulata
Raja stellulata es una especie de pez de la familia de los Rajidae en el orden de los Rajiformes.

## Morfología
Los machos pueden llegar a alcanzar los 76 cm de longitud total.

## Reproducción
Es ovíparo y las hembras ponen huevos envueltos en una cápsula córnea.

## Hábitat
Es un pez de mar y de aguas profundas que vive entre 18–732 m de profundidad.

## Distribución geográfica
Se encuentra en el Océano Pacífico norte: desde el Mar de Bering hasta el norte de Baja California (México ).

## Observaciones
Es inofensivo para los humanos.